# Helmut Grössing
Helmut Grössing (* 1957 in Wiener Neustadt, auch bekannt unter dem Pseudonym Eduard „Edi“ Jedelsky) ist ein österreichischer Schlagzeuger.

## Musikalische Karriere
Grössing spielte von 1978 bis 1981 neben Wolfgang Grünzweig, Georg Albert, Fritz Schindlecker, Gerhard Wunderl und Gerhard Krill bei der Politrockband Auflauf. 1982 wechselte er zur Gruppe Schmetterlinge. Nachdem er 1984 gemeinsam mit Willi Resetarits, Leo Bei, Wolfgang Grünzweig und Harry Pierron die Band Ostbahn-Kurti und die Chefpartie gegründet hatte, stieg er im Jahr 1985 bei den Schmetterlingen aus. Nachdem die Chefpartie im Jahr 1994 aufgelöst worden war, kam er 2008 erneut zu den Schmetterlingen.